# ヴィルヘルム・レムケ
ヴィルヘルム・レムケ（Wilhelm Lemke、1920年9月27日 - 1943年12月4日）はドイツの軍人。最終階級は空軍大尉。第二次世界大戦において、総出撃回数618回、総撃墜数131機(うち125機は独ソ戦にて)を記録したエース・パイロットである。

## 前半生
1920年9月27日、レムケはヴァイマル共和政のプロイセン自由州だったアルンスヴァルデ近郊のグンデルスドルフ(現在のポーランド領)で公務員の息子として生まれた。1939年11月15日、レムケは士官候補生としてドイツ空軍に入隊した。1941年4月1日、戦闘機パイロット訓練を経てレムケは少尉に昇進した。

## 第二次世界大戦

### 東部戦線
第二次世界大戦が開戦してから2年後の1941年、レムケはギュンター・リュッツオウ少佐が指揮する第3戦闘航空団 (ドイツ国防軍)第3戦闘航空団(JG3)の第8飛行中隊(8./JG3)に配属された。その後、部隊は独ソ戦におけるバルバロッサ作戦のために東部戦線に移動した。1941年6月26日、レムケは赤色空軍所属のツポエフSBを2機撃墜し初戦果をあげた。7月4日に二級鉄十字章を、7月20日に一級鉄十字章をそれぞれ受章した。7月11日、ファスティフ近郊での戦闘にて、飛行隊長でレムケの僚機であったヴィンフリート・シュミット中尉がツポエフSBにより被弾し肺を負傷した。この時、レムケは無線でシュミットを誘導してポロンネの飛行場に着陸させることに成功した。翌日、フランツ・バイヤー中尉が第8飛行中隊の飛行隊長となった。
8月26日までにレムケは15機を撃墜した。またこの日、メッサーシュミット Bf109 F-2に搭乗していたレムケは戦闘時に被弾し腹部を負傷したが、不時着することに成功している。11月3日、療養中であったレムケは空軍名誉杯を授与された。1942年2月17日に復帰し、第3戦闘航空団(JG3)"ウーデット"の第8飛行中隊(8.Staffel)に配属された。1942年3月31日、レムケは20機目の撃墜を記録した。さらに4月4日には3機のLaGG-3を撃墜している 。6月24日に30機目、7月29日に42機目を撃墜した。これらの戦果によりレムケは騎士鉄十字章を授与を推薦された。ヴィクトール・バウアー中尉の後任で臨時の飛行中隊長であったカール＝ハインツ・ランガー中尉が8月10日に負傷したため、11月にレムケは第９飛行中隊(9.Staffel)の飛行中隊長に任命された。
レムケは9月7日に57機目、その翌日に58機目、そして9月11日に59機目を撃墜した。そして9月12日に騎士鉄十字章を授与された。12月27日、LaGG-3に体当たり(エアラミング)を行った。結局、12月31日までにレムケは通算90機の撃墜数を記録した。空戦での戦果以外にも、地上の航空機の破壊や戦車3両、燃料トラック３台、その他トラック11台、カチューシャ自走式多連装ロケット砲3基、対戦車砲1基、迫撃砲2基の破壊も記録している。1943年3月16日、La-5を撃墜し、撃墜数が100機に到達した。通算100機撃墜(センチュリーマーク)を達成したのはドイツ空軍の中で35人目であった。4月1日に中尉(Oberleutnant)、6月1日に大尉(Hauptmann)に昇進した。7月28日に東部戦線での最後の戦果を上げ、通算撃墜数は125機となった。

### 西部戦線
1. 先頭飛行群(Lead Element)
2. 高位飛行群(High Element)
3. 低位飛行群(Low Element)
4. 最低位飛行群(Low Low Element)

12機のB-17からなるコンバットボックス。編隊が3つあれば36機のグループボックスが完成する。

1943年8月2日、第3戦闘航空団(JG3)"ウーデット"はドイツ本国の防衛のために西部戦線に転属となった。部隊は翌日にミュンスター・ハンドルフ飛行場に到着し、ヴァルター・ダール大尉の指揮下に置かれた。8月7日には、アメリカ陸軍航空軍(USAAF)の爆撃機編隊を迎撃するためにラジオガイドシステムであるY-Control for fightersを初めて実践した。8月7日、レムケはシュヴァインフルト＝レーゲンスブルク作戦においてUSAAF所属のP-47を2機撃墜し、西部戦線で初めての撃墜を記録した。10月14日までに、B-17爆撃機に対して1機の撃墜と2機のHerausschüsse(大破してコンバットボックスから離脱させた場合を空戦戦果としてカウントすること)を記録した 。また10月14日には、第二次シュヴァインフルト空襲においてB-17を相手に129機目の撃墜と130機目のHerausschuss(Herausschüsseの単数系)を記録した。
11月中旬、レムケは11月3日に戦死したクルト・ブレントル少佐の後を継ぐ形でJG3"ウーデット"の第Ⅱ飛行隊(Ⅱ.Gruppe)の飛行隊長(Gruppenkommandeur)に任命された。数日後、アムステルダム近郊のスキポール飛行場にて第９飛行中隊の指揮権をエッケハルト・ティッヒー少尉に明け渡した。11月25日、レムケは338番目となる柏葉付騎士鉄十字章を授与された 。11月30日11時25分、P-47に対して131機目の撃墜を記録した。これがレムケの最後の戦果であった。

### 戦死

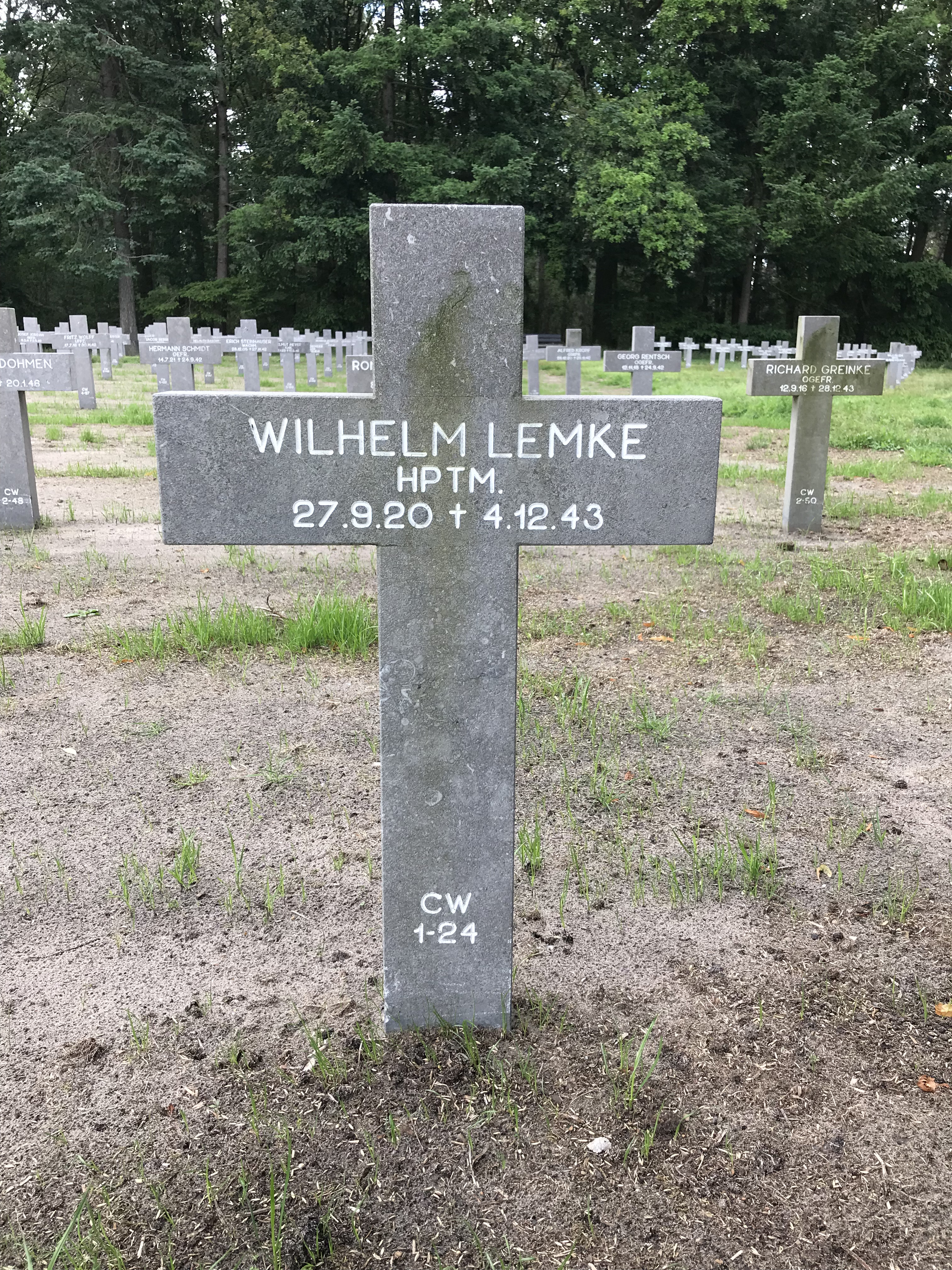
イッセルスタインの戦没者墓地
ヴィルヘルム・レムケの墓

1943年12月4日、レムケが操縦するBf-109 G-6(機体番号410558)はオランダのナイメーヘン北西12kmのドーデバルト近郊において、USAAFの第352戦闘飛行隊所属のP-47によって撃墜された。USAAFの第８空軍爆撃機編隊を護衛する戦闘機を迎撃する任務においてのことであった。レムケを撃墜したのはジョン・C・マイヤー少佐もしくはヴァージル・カーシュ・マロニー中尉であったとも言われている。レムケはオランダのイッセルスタインの戦没者墓地に埋葬された(CWブロック-1列-24番)。

## 戦績
アメリカの軍事歴史家であるデイビット・T・ザベツキーによると、レムケは131機の撃墜を記録したとされている。エルンスト・オーバーマイアーとペーター・シュトッカートらもレムケが617回の戦闘において131機の撃墜を挙げたとしており、そのうち125機は東部戦線において記録され、これらには28機のソ連のIl-2地上攻撃機が含まれている。Luftwaffe Aces — Biographies and Victory Claimsの著者であるA・J・マシューズとジョン・フォーマンがドイツ連邦公文書館を調査したところ、131機の撃墜記録の主張の他に、さらに5つの未確認な撃墜に関する主張の文書を発見している。また、131機には西部戦線での6機(四発爆撃機を含む)と東部戦線での125機が含まれている。
これらの撃墜記録に関する主張には、PQ40873(PQ=Planquadrat)のような地図を参照する形で記録されていた。ドイツ空軍のグリッドマップ(Jägermeldenetz)はヨーロッパ全域とロシア西部、北アフリカをカバーしていて、緯度15°×経度30°の約930km平米の長方形で構成されていた。これらの区域はさらに36の小さな単位に細分化され、それぞれは3×4kmの区域となった。

## 受章
- 鉄十字章（1939）
  - 2級(1941年7月4日)[27]
  - 1級(1941年7月20日)[27]
- 空軍名誉杯（1941年11月3日）[28]
- 柏葉付騎士鉄十字章
  - 騎士鉄十字章（1942年9月12日）：第3戦闘航空団(JG3)"ウーデット"/第9飛行中隊の中隊長の少尉として[29][30][Note 4]
  - 柏葉 第338号（1943年2月26日）：第3戦闘航空団(JG3)"ウーデット"/第Ⅱ飛行隊の飛行隊長の大尉として[32][33][Note 5]

### 引用
1. ↑  Spick 1996, p. 230.
2. 1 2 3  Obermaier 1989, p. 59.
3. 1 2  Stockert 1998, p. 174.
4. ↑  Bergström, Antipov & Sundin 2003, p. 17.
5. ↑  Prien & Stemmer 1996, p. 110.
6. ↑  Prien & Stemmer 1996, pp. 112–113.
7. ↑  Prien & Stemmer 1996, p. 449.
8. ↑  Prien & Stemmer 2002, p. 12.
9. 1 2 3 4 5 6 7 8  Stockert 1998, p. 175.
10. ↑  Bergström & Mikhailov 2001, p. 95.
11. ↑  Prien et al. 2006, p. 211.
12. ↑  Weal 2001, p. 66.
13. ↑  Obermaier 1989, p. 243.
14. ↑  Prien & Stemmer 1996, p. 265.
15. ↑  Prien & Stemmer 1996, p. 266.
16. ↑  Weal 2012, p. 38.
17. ↑  Weal 2013, p. 60.
18. ↑  Prien & Stemmer 2003, p. 195.
19. ↑  Prien & Stemmer 1996, p. 443.
20. ↑  Prien & Stemmer 2003, p. 398.
21. ↑  Weal 1999, p. 62.
22. ↑  McFarland & Newton 2006, pp. 135–136.
23. ↑  Mathews & Foreman 2015, p. 739.
24. ↑  Zabecki 2019, p. 330.
25. ↑  Mathews & Foreman 2015, pp. 739–741.
26. ↑  Planquadrat.
27. 1 2  Thomas 1998, p. 21.
28. ↑  Patzwall 2008, p. 134.
29. ↑  Fellgiebel 2000, p. 288.
30. ↑  Von Seemen 1976, p. 220.
31. 1 2  Scherzer 2007, p. 501.
32. ↑  Fellgiebel 2000, p. 75.
33. ↑  Von Seemen 1976, p. 39.